# Leucauge kibonotensis
Leucauge kibonotensis este o specie de păianjeni din genul Leucauge, familia Tetragnathidae, descrisă de Tullgren, 1910. Conform Catalogue of Life specia Leucauge kibonotensis nu are subspecii cunoscute.